# دریاکاهوسانان
دریاکاهوسانان (نام علمی: Ulvales) نام یک راسته از infrakingdom سبزتباران است.